# Газовый конфликт между Россией и Европейским союзом

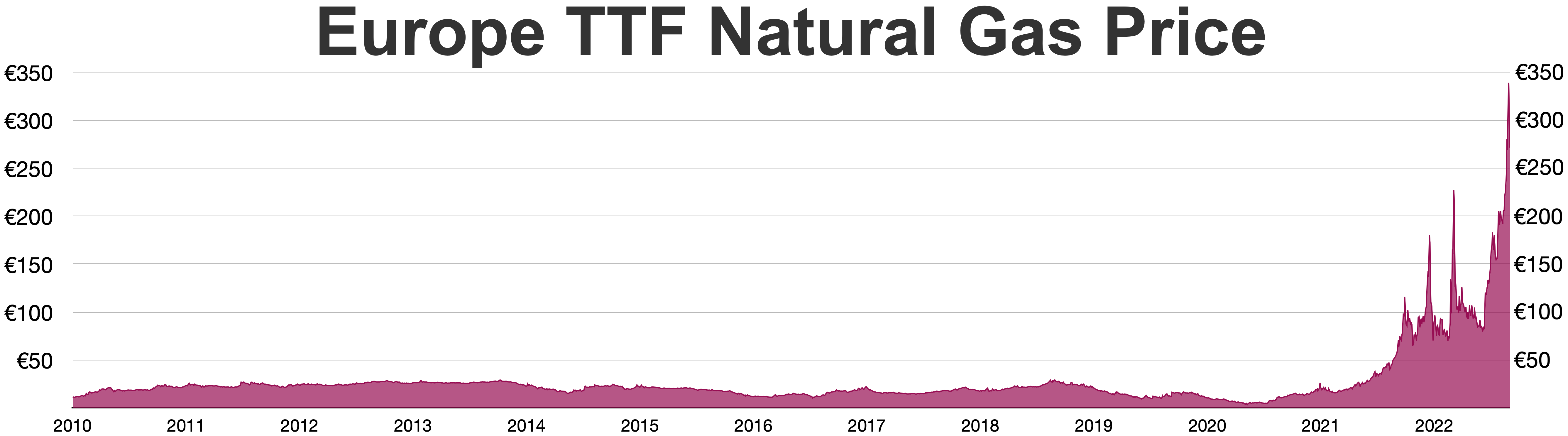
Цены на газ на Title Transfer Facility (Нидерланды) в 2010—2022 годах

Газовый конфликт между Российской Федерацией и Европейским союзом после вторжения России на Украину в 2022 году стал результатом попыток российских властей манипулировать поставками природного газа странам Евросоюза для достижения политических целей — снижения поддержки Украины и смягчения связанных с войной санкций.

## Предыстория

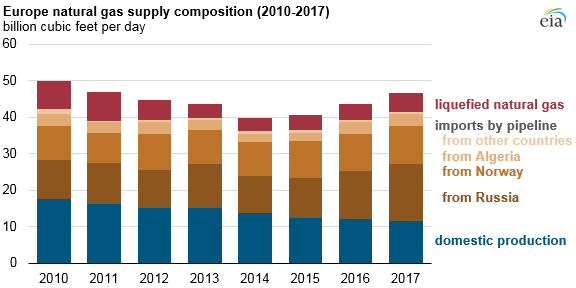
Источники европейского природного газа в 2010—2017 годах

Исторически страны Европы развивали собственную газовую промышленность и импорт из России, Норвегии и Северной Африки в рамках гронингенской модели по долгосрочным контрактам, в которых цена на газ была привязана к цене нефти и нефтепродуктов. В отрасли была распространена кооперация: СССР отправлял в Европу газ, а европейские страны предоставляли СССР технологии добычи и специалистов. С 1970-х годов советский газ поступал в Западную Европу через ФРГ. Уже тогда администрация президента США Рональда Рейгана предупреждала о растущей зависимости Европы от советского газа.
После первых газовых кризисов в отношениях России с Беларусью и Украиной в 2000-х годах и пика нефтяных цен ЕС принял меры по переходу к спотовой торговле газом, отвязке стоимости российского газа от цен на нефть и облегчению контрактных условий. Третий энергопакет ЕС лишил «Газпром» неконкурентного преимущества — собственности на газопроводы. С рубежа 2000-х — 2010-х годов Еврокомиссия антимонопольными мера принудила «Газпром» работать на тех условиях, которые применялись к Норвегии и другим поставщикам газа.
По данным Международного энергетического агентства (МЭА), по итогам 2021 года доля российского трубопроводного газа в европейском потреблении составила около 40 %, ещё 5 % приходилось на СПГ. В денежном выражении российский газ составлял 5 % всего энергетического импорта. Он использовался многими отраслями промышленности с высокой добавленной стоимостью — цементной, стекольной, сталелитейной, химической и т. д.
Несмотря на напряжённость в отношениях, до 2022 года России отводилась важная роль в долгосрочной энергетической стратегии ЕС. Планы перехода к низкоуглеродной экономике всё равно предполагали импорт энергоносителей из России. Российский газ воспринимали как неоднозначный с политической точки зрения, но необходимый источник энергии. Даже после начала российско-украинской войны в 2014 году «Газпром» не затронули какие-либо санкции. Ситуация кардинально изменилась с началом полномасштабного вторжения России в Украину, когда Россия начала использовать газ как инструмент давления на власти Европы.

## Хронология

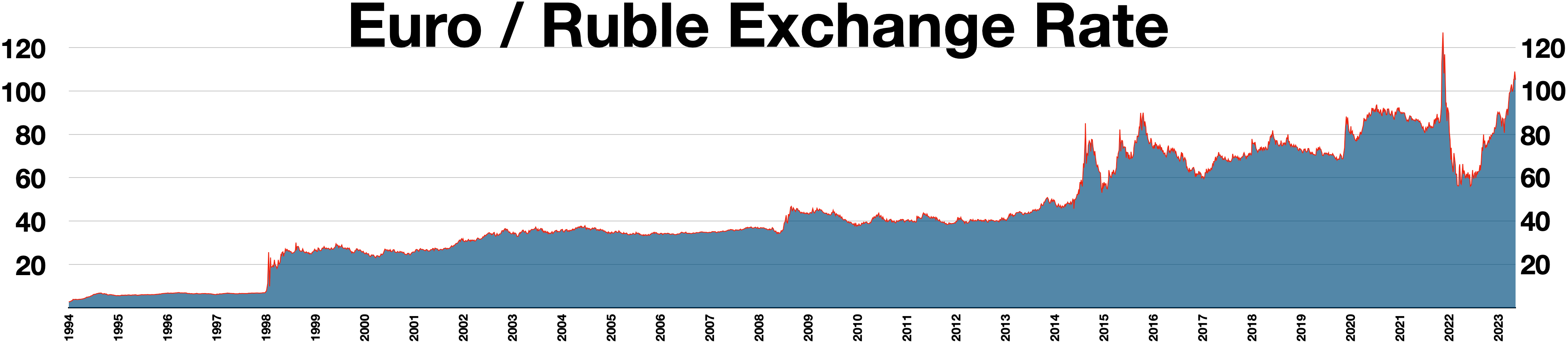
Курс евро к российскому рублю в 1993—2023

В начале апреля Владимир Путин подписал указ, который был представлен российской аудитории как перевод на рубли расчётов за газ с «недружественными странами» (то есть всеми странами ЕС, США, Великобританией, Японией и 20 другими). На практике схема сохранила оплату в валюте, но добавила в цепочку специальные счета в «Газпромбанке», чем вывела его из-под риска санкций. Этот шаг не оказал влияния на действующие контракты или российский рубль.

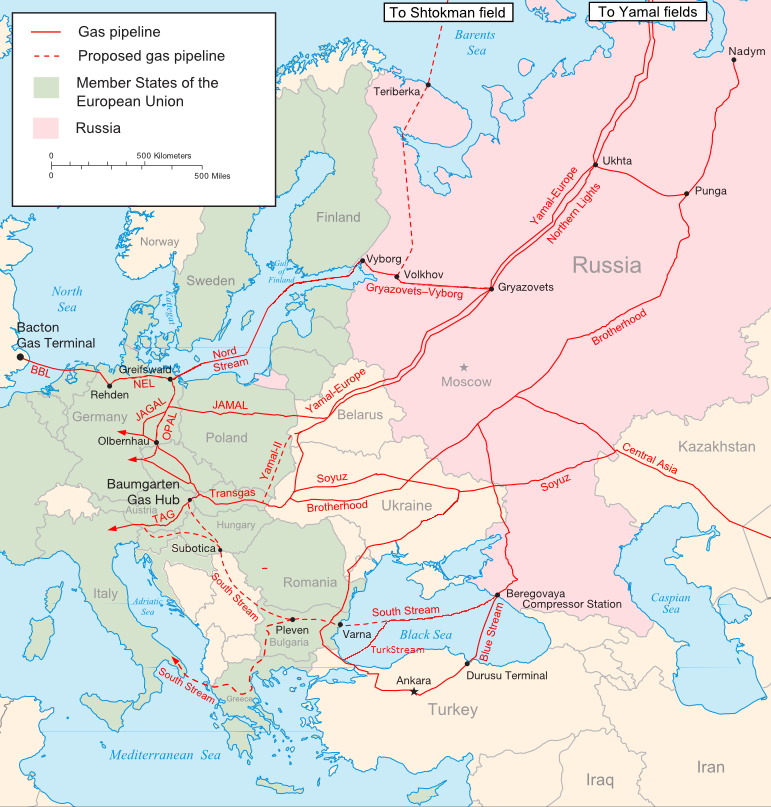
Основные газопроводы из России в Европу

С мая 2022 года «Газпром» начал сокращать поставки газа в Европу под благовидными предлогами, ссылаясь на технические неполадки, требования законодательства или политические обязательства. Российские власти видели в этом возможность надавить на европейские правительства, чтобы вынудить их на переговоры и смягчение санкций. Европейские лидеры охарактеризовали это как газовый шантаж.
В мае в ответ на польские санкции против «Газпрома» Россия прекратила поставки по трубопроводу «Ямал — Европа». В июне после прекращения транзита газа по ветке трубопровода «Союз», оказавшейся в зоне боевых действий, компания отказалась увеличивать поставки по другой линии. К концу июня из пяти маршрутов поставки газа в Европу остались «Уренгой — Помары — Ужгород», «Турецкий поток» и «Северный поток — 1». Роль последнего выросла, но российский газовой монополист постепенно сокращал поставки и по нему, ссылаясь на неисправности и невозможность ремонта турбин из-за западных санкций. Эти шаги создавали стресс для газового рынка и приводили к росту спотовых цен.

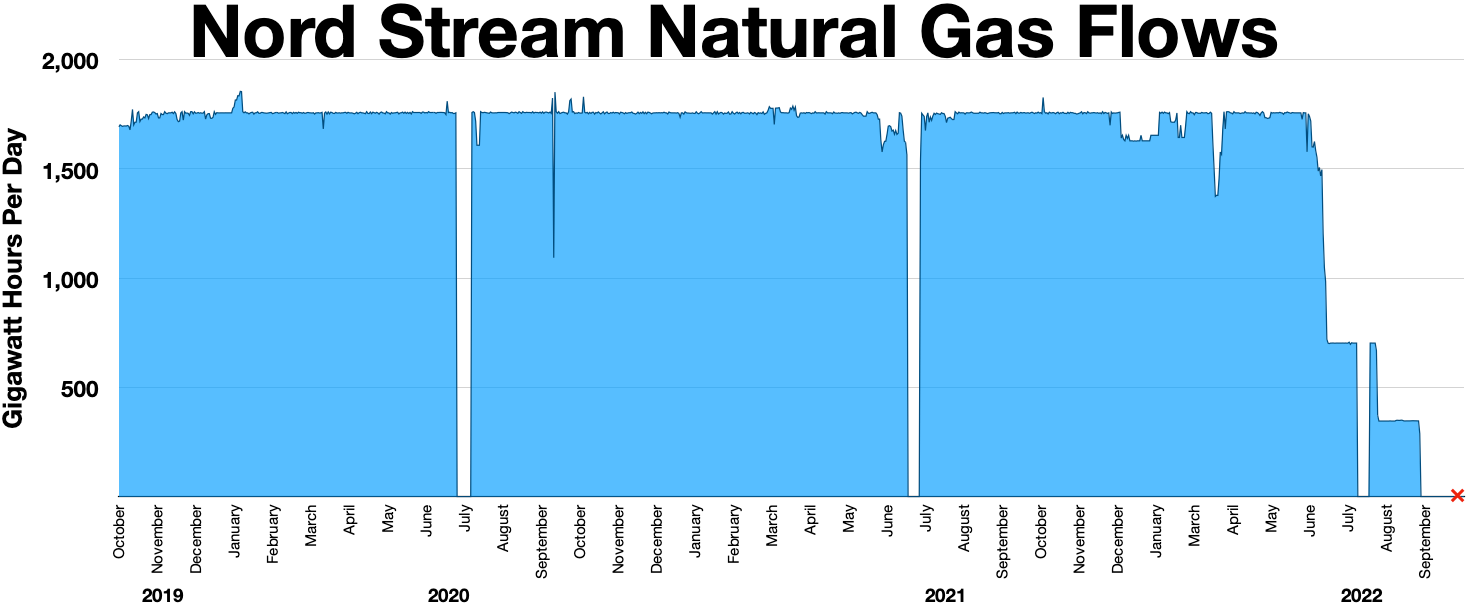
Динамика сокращения поставок по «Северному потоку — 1» в 2019—2022 годах

В начале сентября «Газпром» заявил о приостановке поставок по «Северному потоку» из-за технических неисправностей, проиллюстрированных фотографиями подтёков масла и повреждённой оплётки кабелей. Siemens как производитель этого оборудования счёл решение необоснованным, но для российского руководство оно стало удобным предлогом для окончательного отключения газопровода. Газовый рынок не отреагировал: на фоне новостей о росте импорта СПГ, заполнении подземных газовых хранилищ, запуске угольных электростанций, строительстве терминалов для СПГ газ за последующую неделю подешевел на треть (а вместе с ним и электричество).
После отключения «Северного потока — 1» российские власти настаивали на запуске «Северного потока — 2», который за 2014—2021 год приобрёл символическое значение. Однако европейская сторона отказалась от этого. В конце сентября 2022 серия взрывов разрушила почти все ветки «Северных потоков». Западные государства обвинили Россию в организации диверсии, Владимир Путин возложил ответственность на «англосаксов».

## Последствия
Несмотря на изначальный пессимизм экспертов, Европейский союз сравнительно легко перенёс отказ от российского газа. Зимой 2023—2024 года цены на газ снижались, несмотря на сезонные колебания. Совокупность факторов — экономия, новые поставщики газа, своевременное заполнение хранилищ — стабилизировали рынок и предотвратили рост цен. Экономический спад не наблюдался даже в Германии, которая ранее импортировала более половины потребляемого газа из России.

### Цены на газ
Быстрое восстановление китайской экономики после пандемии коронавируса, холодная погода и газовый конфликт с Россией стали факторами роста цена на газ на европейском спотовом рынке. Волатильность стала побочным эффектом перехода к спотовой торговле годами ранее. Однако благодаря этому цены на газ в европейских хабах в 2018—2019 годах падали до уровня внутрироссийских, а в октябре 2022 года спотовые цены на доставку через час и вовсе уходили в минус от переизбытка газа в газотранспортной сети.
Пиковых значений цены достигли в августе 2022 года — около 3600 долларов за 1000 м³ — а затем последовательно снижались (с поправкой на сезонность). Уже в декабре 2022 года они упали ниже довоенных значений (820 евро за 1000 м³). Спустя год в январе—марте 2024 года месячные фьючерсы торговались по 311—328 долларов за 1000 м³, а в перспективе 2025—2028 годов Fitch прогнозировал снижение цен до 176 долларов. С этими расчётами соглашались российские БКС и ФИНАМ.

### Экономия газа
На фоне газового конфликта для поддержания баланса европейские страны принимали меры по экономии газа и направляли усилия на скорейшее заполнение газовых хранилищ. В Германии заметное снижение потребления было достигнуто сокращением использования газа в промышленности.

### Новые источники поставок
Главной альтернативой российскому трубопроводному газу для стран Евросоюза стал сжиженный природный газ (СПГ). В 2020 году совокупная мощность приёмных терминалов в европейских странах составляла 250 млрд м³, что теоретически позволяет заместить весь российский импорт. Более того, низкие цены на СПГ во время пандемии коронавируса значительно увеличили его долю в европейских газовых хранилищах. С марта 2022 года рабочая группа США и ЕС занималась поиском альтернатив российскому газу. В частности, США обязались увеличить поставки СПГ и вели переговоры с властями Японии и Южной Кореи о перенаправлении поставок в пользу ЕС.
Потенциальным крупным поставщиком СПГ в Евросоюз в перспективе нескольких лет выступал Катар. Основные сложности масштабного перехода к СПГ были связаны не только с наличием достаточного объёма свободного газа на рынке, но и с логистикой — нехваткой трубопроводов между странами, недостаточной интеграцией систем Северной и Южной Европы, дефицитом СПГ-терминалов в Восточной Европе. Европейские страны активно решали эти проблемы: Германия начала строительство СПГ-терминалов и зафрахтовала на переходный период плавучие установки регазификации и хранения, Испания и Португалия инициировали строительство газопровода для отправки газа во Францию.
Производство газа для европейских потребителей наращивала Норвегия, был открыт трубопровод Baltic Pipe через Данию и Польшу.

### Перспективы российской газовой отрасли
Газовый конфликт подорвал перспективы российской газовой отрасли, которая потеряла европейский рынок, но не имеет возможности перенаправить поставки куда-либо ещё. Российский газовый шантаж подтолкнул страны ЕС к инвестициям в возобновляемую энергетику (которые откладывались из-за высоких капитальных затрат при низких операционных) и долгосрочные СПГ-контракты. При этом даже в отдалённом будущем покупки странами ЕС существенных объёмов газа из России маловероятны по политическим соображениям, а новые источники энергии могут сделать российский газ экономически нецелесообразным для европейских покупателей.
Российские власти возлагали надежды на Китай как на альтернативное направление поставок и возобновили переговоры о строительстве газопровода «Сила Сибири — 2» из Западной Сибири (откуда газ поставлялся в Европу). Однако в этих переговорах Россия оказалась в положении нужды, что позволило Китаю диктовать свои условия. Китайские власти отказались софинансировать строительство и согласились покупать лишь небольшую часть от запланированной годовой мощности трубопровода, которая была в 4 раза меньше довоенных поставок в ЕС. В июне 2024 года переговоры зашли в тупик, когда китайская сторона, уже получающая российский газ по ценам ниже рынка, потребовала дальнейшего снижения цен на поставки по «Силе Сибири — 2» до уровня, близкого к субсидированным внутрироссийским ценам.